# Crémant
Il crémant era la designazione con cui si identificava un vino spumante francese prodotto con il metodo classico analogamente al più famoso Champagne.

## Definizione

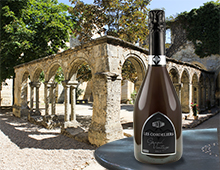
Crémant de Bordeaux Blanc Brut

La differenza consiste nel fatto che uno spumante con rifermentazione in bottiglia può essere chiamato Champagne solo se è prodotto nella sola zona intorno a Épernay, mentre nel resto della Francia è chiamato crémant. Questo per ovvie ragioni legate alle norme europee sulle denominazioni. Naturalmente, anche in Francia si producono spumanti con metodo Charmat. Storicamente i cremant sono prodotti nelle regioni come Alsazia, Loira, Borgogna, ecc.

## Produzione
Più precisamente, sino al 1994 i Crémant (nella Comunità economica europea) erano gli spumanti (ivi compreso lo Champagne) con effervescenza più discreta, dovuta a minore pressione (circa 4,5 atm). Ecco spiegato l'assonanza con il termine "crema". Di recente, la legislazione europea permette di utilizzare tale termine anche svincolato dalle storiche denominazioni di crémant francesi diverse dalla Champagne, attendendosi però a precisi requisiti di produzione. Questo perché i regolamenti UE ora prevedono la tipologia crémant per uno spumante DOP o IGP, secondo determinati requisiti specificati, con relativa indicazione in etichetta, ma senza (più) alcun legame con le regioni francesi. Dopo questa rivisitazione normativa il termine crémant lo possono utilizzare tutti gli stati membri UE, non più solo la Francia.

In Franciacorta per indicare gli spumanti con pressione intorno alle 4,5 atm dal 1989 si utilizza il termine satèn.